# 上土新田
上土新田（あげつちしんでん）は静岡県静岡市葵区にある町名。丁目を持たない単独町名である。住居表示未実施。

## 地理
葵区の東側の一部に位置する。かつては広大な面積（中心は現在の葵区加藤島付近）の区域が安東川や浅畑川の周辺にあり、下流の巴川の両岸（現在の葵区上土、古庄の一部）に飛地があったりしたが、後年区画整理などで周辺の町に編入され、前述の区域の地名は消滅。現在は周囲を葵区北沼上に囲まれている飛地だった所だけがわずかに残っている。

## 歴史
- 1934年（昭和9年）10月1日 - 上土新田を含んだ安倍郡千代田村が静岡市に編入される。
- 1967年（昭和42年）11月5日 - 上土新田の一部が分離され、新設された竜南に編入。
- 1969年（昭和44年）11月12日 - 一部が新設された城北に編入。
- 1974年（昭和49年）
  - 10月1日 - 一部が新設された流通センターに編入。
  - 10月30日 - 一部が新設された加藤島、観山、岳美一丁目、立石、豊地に編入。
- 1977年（昭和52年）3月9日 - 一部が新設された牛田、諏訪、天神前、野丈、薬師に編入。
- 2004年（平成16年）11月27日 - 一部が新設された上土一丁目、上土二丁目、古庄五丁目に編入。各町で住居表示を実施。
- 2005年（平成17年）
  - 4月1日 - 政令指定都市化により、行政区が葵区となる。
  - 11月26日 - 一部が新設された葵区南沼上一丁目に編入。住居表示を実施。

## その他

### 日本郵便
- 郵便番号 : 420-0811[1]（集配局：静岡中央郵便局[4]）。